# Sonoko Chiba
Sonoko Chiba (千葉 園子 Chiba Sonoko?), född 15 juni 1993, är en japansk fotbollsspelare som spelar för AS Harima Albion.
Sonoko Chiba spelade 5 landskamper för det japanska landslaget.